# أيزو فياتونين
66°37′01″N 24°37′56″E / 66.616820°N 24.632312°E
أيزو فياتونين هي بحيرة متوسطة الحجم تقع في منطقة مستجمعات المياه الرئيسي تورنينوجوكي. وهي موجودة في بلدية يلوتورنيو، في منطقة إقليم لابي (فنلندا) في فنلندا.